# L'Homme qui remplaçait la grand-mère
Pour plus de détails, voir Fiche technique et Distribution.
L'Homme qui remplaçait la grand-mère (Der Mann, der nach der Oma kam) est une comédie est-allemande réalisée par Roland Oehme (de), sorti en 1972.

## Synopsis
Chez les Piesold, il y a un problème : la grand-mère, qui tenait jusqu'à présent le ménage florissant de la famille d'artistes vivant dans une maison spacieuse, se remarie et quitte le service. Comme Günter Piesold, comédien à succès à la télévision, et Gudrun Piesold, actrice très occupée, n'ont pas le temps de s'occuper seuls du ménage et que les trois enfants provoquent rapidement un grand chaos, il faut trouver au plus vite un remplaçant à Mamie Piesold. Un jeune homme séduisant et intelligent, Erwin Graffunda, répond à l'annonce.
Graffunda prend rapidement en main la maison et il est apprécié des enfants Piesold. Cependant, les voisins commencent à colporter des ragots, car il est impossible qu'un homme aussi beau ne soit que la nounou de la famille. Les rumeurs vont si loin que Graffunda est non seulement considéré comme l'amant secret de Gudrun, mais qu'on lui attribue également la paternité de la plus jeune fille, Anne. C'est la goutte d'eau qui fait déborder le vase et Graffunda s'en va. Il s'avère toutefois à la fin qu'il travaille à sa thèse sur l'émancipation de la femme et qu'il voulait acquérir une expérience pratique chez les Piesold. De plus, il est fiancé et sa fiancée Marianne attend son premier enfant ; ainsi, toutes les rumeurs sont finalement démenties.

## Fiche technique
- Titre original : Der Mann, der nach der Oma kam
- Titre français : L'Homme qui remplaçait la grand-mère[2]
- Réalisateur : Roland Oehme (de)
- Scénario : Roland Oehme (de), Maurycy Janowski (de), Lothar Kusche (de), Willi Brückner
- Photographie : Wolfgang Braumann (de)
- Montage : Hildegard Conrad-Nöller
- Musique : Gerd Natschinski
- Sociétés de production : Deutsche Film AG (Groupe Johannisthal)
- Pays de production :  Allemagne de l'Est
- Langue de tournage : allemand
- Format : Couleur Orwo - 1,66:1 - Son mono - 35 mm
- Durée : 92 minutes (1h32)
- Genre : Comédie
- Dates de sortie :
  - Allemagne de l'Est : 10 février 1972
  - Hongrie : 15 mars 1973

## Distribution
- Winfried Glatzeder : Erwin Graffunda
- Ilse Voigt (de) : Charlotte Piesold
- Rolf Herricht (de) : Günter Piesold
- Marita Böhme (de) : Gudrun Piesold
- Katrin Martin (de) : Gaby Piesold
- Rolf Kuhlbach : Danny Piesold
- Deborah Kaufmann : Anne Piesold
- Herbert Köfer : Wilhelm Kotschmann
- Marianne Wünscher (de) : Erna Kotschmann
- Harald Wandel (de) : Hans-Joachim Kotschmann
- Margot Busse (de) : Marianne
- Fred Delmare : Axel Köppe
- Agnes Kraus (de) : Frau Köppe
- Angela Brunner (de) : Frau Bunzel
- Wolfgang Greese (de) : le bourgmestre